# Pfarrkirche Lorenzenberg ob Lavamünd

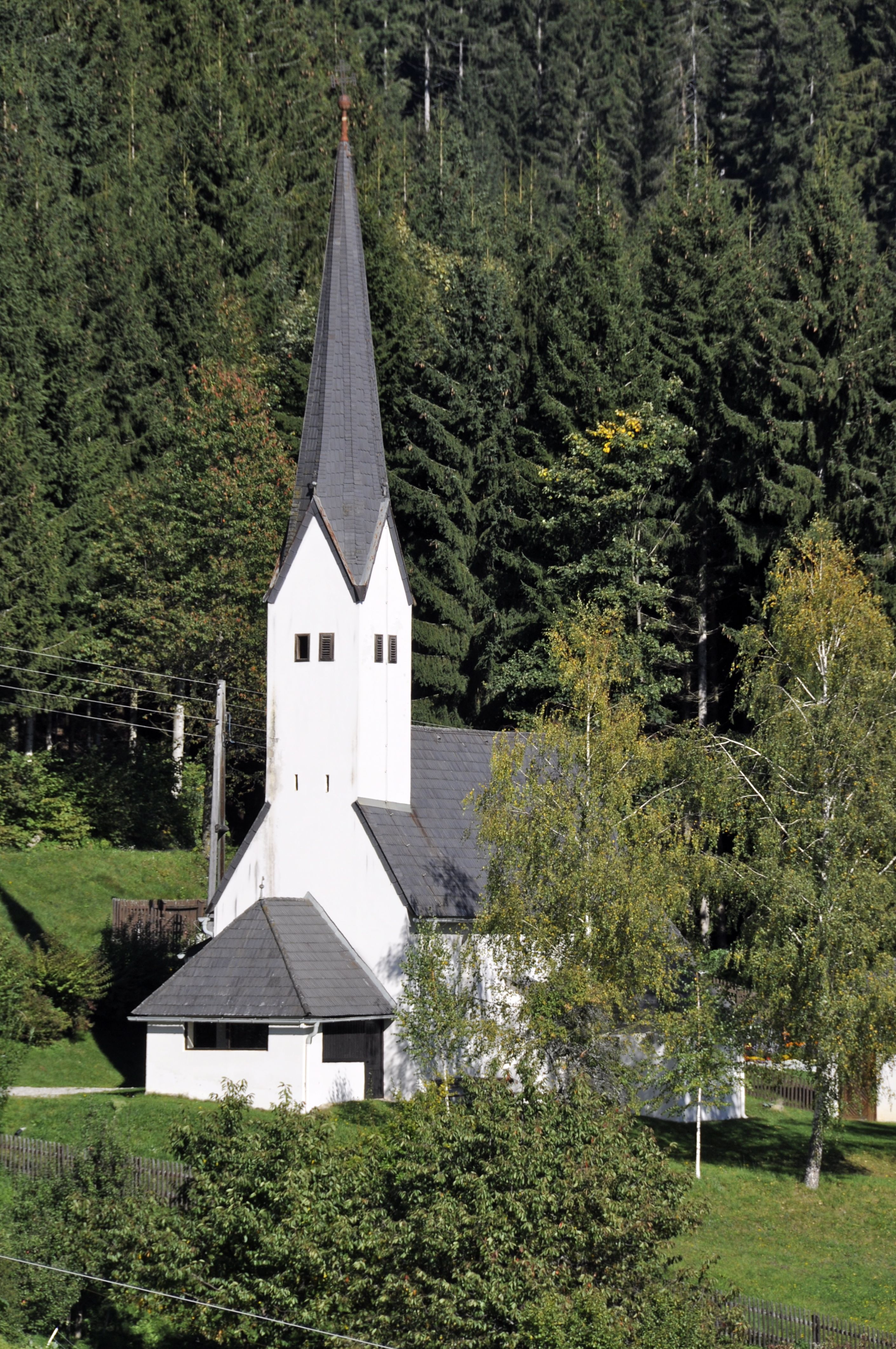
Katholische Pfarrkirche hl. Laurentius in Lorenzenberg ob Lavamünd

Die Pfarrkirche Lorenzenberg ob Lavamünd steht in der Rotte Lorenzenberg ob Lavamünd auf 927 m Seehöhe am südlichen Ausläufer der Koralpe in der Marktgemeinde Lavamünd im Bezirk Wolfsberg in Kärnten. Die römisch-katholische Pfarrkirche trägt das Patrozinium des heiligen Laurentius von Rom und gehört zum Dekanat St. Andrä in der Diözese Gurk-Klagenfurt. Die Kirche steht unter Denkmalschutz (Listeneintrag).

## Geschichte
Urkundlich wurde 1619 eine Kirche genannt und 1790 zur Pfarrkirche erhoben.

## Architektur
Der kleine gotische Kirchenbau mit einer polygonalen Apsis trägt im Westen einen hohen Giebelreiter mit einem Spitzhelm aus dem 19. Jahrhundert. An der Westfront mit einem gefasten Portal steht eine Laube, südlich der Sakristeianbau.
Das Kircheninnere zeigt im ursprünglich mit einer Flachdecke versehenen Langhaus ein um ein Joch nach Westen verlängertes dreijochiges kreuzgratgewölbtes Langhaus. Die Empore ist aus Holz. Die Sakristei ist tonnengewölbt. Der Triumphbogen ist rundbogig. Der Altarraum hat eine Halbkuppel mit Stichkappen. Die Kirche hat einfache spitzbogige Fenster.

## Ausstattung
Der Hochaltar aus dem ersten Viertel des 18. Jahrhunderts trägt eine Schnitzfigur hl. Laurentius. Der rechte Seitenaltar um 1700 zeigt das Altarblatt hl. Ursula. Zwei Konsolstatuen sind aus dem 20. Jahrhundert. Das Leinwandbild hl. Michael ist aus der ersten Hälfte des 17. Jahrhunderts.
Eine Glocke nennt Marx Mathias Zechenter 1737.